# Bahnhof Tamm (Württ)
Der Bahnhof Tamm (Württ) liegt am Streckenkilometer 20,2 der Frankenbahn und ist eine Station im Netz der Stuttgarter S-Bahn.

## Geschichte

### Planung der Nord- und Westbahn
In den Jahren 1843 und 1844 waren die Planungen zum Verlauf der Eisenbahnlinien um Stuttgart in vollem Gange. Der Ingenieur und Gutachter Charles Vignoles sah vor, in der Nähe von Tamm, die nach Bruchsal führende Trasse von der nach Heilbronn führenden Trasse abzweigen zu lassen. Sein Kollege Oberbaurat Karl Etzel überarbeitete seinen Vorschlag und riet im Juli 1845 davon ab. Er empfahl die Westbahn erst bei Bietigheim von der Nordbahn zu trennen und setzte sich damit durch.
Die Königlich Württembergische Staatsbahn ging von einem großen Interesse an einer Station seitens der Gemeinde Tamm aus. Aber der Gemeinderat und ein Bürgerausschuss sahen im neuen Verkehrsmittel keinen Vorteil und beschlossen am 1. Juni 1846, das Angebot nicht anzunehmen – ein folgenschwerer Fehler, wie sich bald herausstellte.
Am 11. Oktober 1847 eröffnete die Staatsbahn das Teilstück Ludwigsburg–Bietigheim, das sie 1852 um ein zweites Gleis erweiterte.

### Bemühungen der Gemeinde
Auf erneute Gespräche, mit der Bitte doch eine Station zu errichten, ließ sich die Eisenbahndirektion nicht ein und verwies auf die Bahnhöfe Asperg und Bietigheim, die in erreichbarer Nähe seien.
Auf der Enz brachten noch Flößer Stämme aus dem Schwarzwald in die Region. Viele gingen in Bissingen an Land. In der Nähe von Tamm, allerdings schon auf Asperger Gemarkung, entstand in den 1860er Jahren eine neue Holzsammelstelle. Mit dieser wollten die Tammer auf sich aufmerksam machen. Doch abermals verwies die Eisenbahnverwaltung auf die Bahnhöfe Asperg und Bietigheim, die für einen schnellen Abtransport bereit stünden. Und sie wusste, dass mit der Fertigstellung der Enztal- und der Nagoldtalbahn die Flößerei der Vergangenheit angehören wird.
Im Frühjahr 1874 bat der Gemeinderat den Abgeordneten des Oberamts Ludwigsburg um Unterstützung. Er empfahl Bittschriften an die Eisenbahndirektion und an Minister von Mittnacht. Daran beteiligten sich auch Industrielle, zum einen die Gebrüder Franck aus Ludwigsburg, die 40 Tammer in ihrer Zichorienfabrik beschäftigten, zum anderen Adolf Reihlen aus Stuttgart, Besitzer der Zuckerfabrik Stuttgart, der vom Zuckerrübenanbau bei Tamm profitieren wollte. Auch die Schultheißen der Stadt Markgröningen und der Gemeinden Bissingen und Untermberg befürworteten den Bahnhalt. Die Bürgervertreter erwähnten, welche Opfer die Bevölkerung für die Eisenbahn hinnehmen musste. Durch die wenigen Bahnübergänge seien die Bauern beim Bewirtschaften der Felder beeinträchtigt und die 1873 genehmigte Bahnstrecke Backnang–Bietigheim werde künftig weitere Parzellen am Fißlerhof spalten.

### Eröffnung des Bahnhofs
Schließlich willigte die Direktion ein und errichtete die Station Thamm, die am 10. Dezember 1877 feierlich dem Verkehr übergeben wurde. Das damals errichtete dreistöckige Empfangsgebäude besteht heute noch. Es folgte eine mäßige Ansiedlung von Industriebetrieben südlich des Bahnhofs. Westlich wuchs das Dorf heran. Die nördlich gelegene Seewiese blieb unbebaut und nach Osten hin hinderte die Gemarkungsgrenze zu Asperg die Ausdehnung. 1904 änderte sich die Schreibweise des Ortsnamens in Tamm.

### Reichs- und Bundesbahnzeit
Zur Entlastung des Bietigheimer Bahnhofs sollte nördlich von Tamm eine Umgehungsbahn von der Nordbahn abschwenken und vor dem Haltepunkt Metterzimmern in die Westbahn münden. Obwohl 1937 genehmigt, wurde der Bau nie in Angriff genommen. 1940 erhielt die Nordbahn zwischen Ludwigsburg und Bietigheim ein drittes Gleis.
Am 10. November 1950 elektrifizierte die Deutsche Bundesbahn diesen Abschnitt und erweiterte den Stuttgarter Vorortverkehr. Daraus hatte sich die S-Bahn Stuttgart entwickelt, die seit 31. Mai 1981 auch Tamm bedient, nach dem der Streckenabschnitt Ludwigsburg–Bietigheim-Bissingen um ein viertes Gleis ergänzt wurde.
Um 1973 wurde das Industriegebiet Ludwigsburg Nord (Tammerfeld) mittels eines Anschlussgleises vom Bahnhof Tamm aus an das Eisenbahnnetz angebunden. Ein weiteres Anschlussgleis führte früher zum nordwestlich des Bahnhofs gelegenen Industriegebiet Tamm Nord.

### Ausblick
Der Bahnhof ist Teil des Digitalen Knotens Stuttgart (Baustein 3, Planbereich 4), die Ausrüstung jedoch aus finanziellen Gründen zurückgestellt.

## Bahnbetrieb
Der Bahnhof wird von der Linie S5 der S-Bahn Stuttgart bedient. Gleis 1 dient durchfahrenden Zügen Richtung Ludwigsburg. Zum Hausbahnsteig haben Reisende keinen Zutritt mehr. Auf Gleis 2 halten die S-Bahnen nach Stuttgart Schwabstraße, auf Gleis 3 die nach Bietigheim. Gleis 4 verfügt über keinen Bahnsteig. Es ist ausschließlich für durchfahrende Züge nach Osterburken, Heidelberg, Karlsruhe und Würzburg angelegt.
Der Bahnhof Tamm gehört bei der Deutschen Bahn AG der Preisklasse 4 an.

### S-Bahn
| Linie | Strecke                                                                      |
| ----- | ---------------------------------------------------------------------------- |
| S 5   | Bietigheim – Ludwigsburg – Zuffenhausen – Hauptbahnhof (tief) – Schwabstraße |